# Dominicana de Aviación
 (janvier 2024).
La mise en forme du texte ne suit pas les recommandations de Wikipédia : il faut le « wikifier ».
Les points d'amélioration suivants sont les cas les plus fréquents. Le détail des points à revoir est peut-être précisé sur la page de discussion.
- Les titres sont pré-formatés par le logiciel. Ils ne sont ni en capitales, ni en gras.
- Le texte ne doit pas être écrit en capitales (les noms de famille non plus), ni en gras, ni en italique, ni en « petit »…
- Le gras n'est utilisé que pour surligner le titre de l'article dans l'introduction, une seule fois.
- L'italique est rarement utilisé : mots en langue étrangère, titres d'œuvres, noms de bateaux, etc.
- Les citations ne sont pas en italique mais en corps de texte normal. Elles sont entourées par des guillemets français : « et ».
- Les listes à puces sont à éviter, des paragraphes rédigés étant largement préférés. Les tableaux sont à réserver à la présentation de données structurées (résultats, etc.).
- Les appels de note de bas de page (petits chiffres en exposant, introduits par l'outil «  Source ») sont à placer entre la fin de phrase et le point final[comme ça].
- Les liens internes (vers d'autres articles de Wikipédia) sont à choisir avec parcimonie. Créez des liens vers des articles approfondissant le sujet. Les termes génériques sans rapport avec le sujet sont à éviter, ainsi que les répétitions de liens vers un même terme.
- Les liens externes sont à placer uniquement dans une section « Liens externes », à la fin de l'article. Ces liens sont à choisir avec parcimonie suivant les règles définies. Si un lien sert de source à l'article, son insertion dans le texte est à faire par les notes de bas de page.
- La présentation des références doit suivre les conventions bibliographiques. Il est recommandé d'utiliser les modèles {{Ouvrage}}, {{Chapitre}}, {{Article}}, {{Lien web}} et/ou {{Bibliographie}}. Le mode d'édition visuel peut mettre en forme automatiquement les références.
- Insérer une infobox (cadre d'informations à droite) n'est pas obligatoire pour parachever la mise en page.

Pour une aide détaillée, merci de consulter Aide:Wikification.
Si vous pensez que ces points ont été résolus, vous pouvez retirer ce bandeau et améliorer la mise en forme d'un autre article.
 (février 2025).
Le contenu est difficilement compréhensible vu les erreurs de traduction, qui sont peut-être dues à l'utilisation d'un logiciel de traduction automatique.
 (décembre 2024).
Nuestra línea bandera nacional
Compañía Dominicana de Aviación (CDA) (IATA: DO, OACI: DOA, Indicatif: DOMINICANA), communément appelé Dominicana de Aviación ou simplement Dominicana a été la compagnie aérienne porte drapeau de la République dominicaine. Elle a été fondée le 4 mai 1944 avec assistance de Pan American World Airways et a volé pour la dernière fois en 1995 et a fermé formellement en 1999. Elle offrait des vols internationaux, ainsi que vols nationaux vers diverse villes du pays caraïbéen. Son capital était complètement détenu par l'État.
Son hub a été initialement l'Aéroport Général Andrews à Saint-Domingue. Après la fermeture de celui-ci, sa nouvelle base principale a été déplacée à l'Aéroport International les Amériques en 1959, en prenant également comme hub secondaire  l'Aéroport international Gregorio-Luperón, dans la ville de Puerto Plata.

## Histoire
Dominicana a entamé ses opérations le 4 mai 1944, pendant la dictature de Rafael Leónidas Trujillo Molina. Au début, la compagnie effectuait que des vols régionaux en direction des principales villes du pays comme Santiago, Barahona, Puerto Plata, San Juan de la Maguana, La Romana et Montecristi. Son premier président a été le monsieur Charles McLaughin, le beau-père d'Héctor Bienvenu Trujillo, frère de Rafael Trujillo. La compagnie a développé ses vols internationaux à partir de 1951, en raison du grand nombre de citoyens dominicains ayant émigré vers les principales villes américaines comme New York et Miami, en Europe vers Madrid et à San Juan à Puerto Rico. Les premiers avions utilisé par la compagnie étaient des DC-3, DC-4 et DC-6.
Pour Dominicana, les années 1950 ont vu le début de vols internationaux et l'expansion de ses vols régionaux. La compagnie aérienne a commencé à voler fréquemment entre Saint-Domingue et autres villes dominicaines comme Puerto Plata, Barahona et Santiago. La flotte s'est aussi agrandi avec des Curtiss C-46 Commando. Les années 1960 sont ensuite celles de l'arrivée des jets pour Dominicana. La compagnie aérienne a acquis des avions DC-8 pour ses vols ses plus longs comme à l'Aéroport JFK à New York. Ils ont aussi acquis des avions DC-9 et Boeing 727 pendant cette période. Les 727 ont été achetés neufs à Boeing. La compagnie s'est aussi procurée deux avions ATL-98 Carvair pour les opérations cargo. Après l'exécution du dictateur Trujillo, la CDA et d'autres actifs saisis par l'Etat durant cette période ont été intégrés à la Corporation des entreprises d'État (CORDE) sous les gouvernements de J. Balaguer.
La compagnie a continué sa croissance dans les années 1970 avec l'introduction des Boeing 727 et Boeing 707. Cette croissance s'est maintenue pendant les premiers ans de la décennie 1980, en proposant plus de correspondance vers Puerto Rico, en maintenant ses vols à  destination de New York et de Miami et en développant ses destinations internationales à d'autres villes telles que Caracas, Bogota, Quito, Madrid, Francfort, Milan, Curaçao, Toronto et Aruba. Au milieu des années 1980, la compagnie aérienne ajoute à sa flotte des Boeing 747 pour les distances transcontinentales et les liaisons où la demande est importante.
Au moment de sa mise hors service, la livrée des avions de Dominicana consistait en un fuselage argent métallique (bien que certains avions aient un fuselage blanc) avec deux lignes, l'une rouge et l'autre bleue, s'étendant dans le sens de la longueur, représentant les couleurs du drapeau dominicain et s'étendant vers l'arrière jusqu'à la queue. Le logo de la queue était composé de quatre blocs, deux bleus et deux rouges, dont la répartition était similaire à celle des blocs du drapeau dominicain. Le nom DOMINICANA était inscrit en lettres majuscules noires en haut des fenêtres des passagers, près du cockpit.

## Crise et fermeture d'opérations

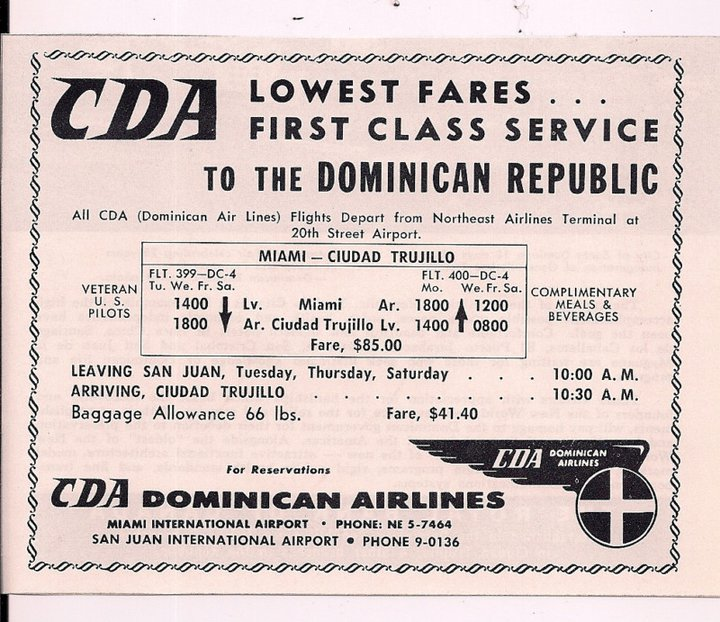
Itinéraire dominicain : Cuidad Trujillo-Miami dans les années 1950

À partir de la deuxième moitié des années 1980, les grands coûts d'entretien de la flotte qu'avait acquis la compagnie aérienne se fait sentir. Pour pallier les difficultés financières, l'entreprise a commencé par une diminution de sa flotte en vendant ses avions et en diminuant aussi le nombre de laisons aériennes. Les Boeing 747 acquis en 1985 ont du être vendu en 1987.
Au début des années 1990, la situation était déjà critique. La compagnie ne volait plus que sur ses itinéraires principaux en direction des États-Unis (New York, Miami et San Juan). Les routes vers l'Europe en direction de Madrid, Francfort et Milan ont été louée à des compagnies aériennes charter. Durant cette période, la compagnie n'a pas été capable d'exploiter ses B727 et B707 et ont été vendus. De plus, la République dominicaine à perdu la catégorie I de la FAA. De ce fait, tous les avions immatriculés dans le pays se sont vu interdit de survol du territoire américain.
Pour pallier ces inconvénients et sous prétexte de réduire les coûts, Dominicana a eu recours à la location d'avions (équipage compris) de type B727 et de trois Airbus A300, ces derniers ne pouvant être conservés dans la compagnie que pendant quatre mois. En raison de la faible capacité du 727 et de la forte demande sur les lignes de New York et de Miami, les retards sont devenus constants et les pertes de bagages régulières, les avions ne volant parfois que pour transporter des bagages perdus. Ce discrédit et cette mauvaise publicité se sont répandus parmi les passagers et le grand public, aggravant la crise économique de la compagnie et contribuant à sa chute.
1994 est l'année qui a mis la compagnie à genoux. En raison du retour des A300 et du manque d'approvisionnement pour ses principales lignes, Dominicana a eu recours, dans un ultime effort, à la location de Boeing 737 et de Boeing 757 (également avec équipage inclus en raison de la perte de la catégorie I) auprès de la compagnie aérienne mexicaine TAESA. Ces locations n'ont pu être maintenues que pendant cinq mois. À Noël 1994, période de pointe pour les voyages, le gouvernement dominicain a promis un autre A300 pour la liaison New York-Santo Domingo, qui était surchargée. Forte de cette promesse, la compagnie aérienne a réservé 290 sièges par jour pendant tout le mois de décembre, en plus de ceux réservés pour les B727. En décembre, l'A300 n'est jamais arrivé et le chaos s'est installé à l'aéroport Las Americas de Saint-Domingue et à l'aéroport JFK de New York. La compagnie a dû louer d'urgence un L1011 environ cinq fois ce mois-là pour transporter les passagers qui ne pouvaient pas changer de compagnie. Les bagages perdus et les retards sont légion et tout espoir de réinvestissement dans la compagnie disparaît.
En raison de ces faits, associés à la crise financière et à la mauvaise gestion de ses dirigeants, le gouvernement dominicain a décidé, au début de 1995, de fermer Dominicana de Aviación. À l'origine, la fermeture était prévue comme une mesure temporaire de quelques mois pour la restructuration supposée de la compagnie. Mais les mois se sont transformés en années et la compagnie aérienne est restée inactive jusqu'en 1999, date à laquelle elle a été officiellement dissoute. La plupart des actifs de la compagnie ont été liquidés ou cédés à d'autres entités du gouvernement dominicain et elle a encore des dettes impayées envers des créanciers étrangers ainsi qu'envers d'anciens employés.
C'est une autre des nombreuses compagnies aériennes qui ont disparu au cours de la première moitié des années 1990. Malgré sa mauvaise réputation au cours de ses dernières années, due à des retards fréquents et à la perte de bagages, la compagnie est devenue un symbole national et les personnes qui utilisaient ses services s'en souviennent encore avec nostalgie. De nombreux dominicains sont également impatients de voir la compagnie reprendre du service, motivés par le sentiment de voler sur une compagnie nationale. Aujourd'hui, des compagnies aériennes internationales et de petites compagnies aériennes régionales dominicaines à capitaux privés opèrent en République dominicaine. À l'heure actuelle (2019), le gouvernement dominicain et les investisseurs privés n'envisagent pas de relancer une compagnie aérienne nationale de la taille de celle que la République dominicaine a connue dans ses meilleures années et, bien que la formation d'une compagnie aérienne similaire ait été annoncée à plusieurs reprises, les tentatives sont restées sur le papier.

## Destinations
Pendant toute son histoire (1944-1995) les avions de Dominicana ont volé vers les destinations suivantes :
Vols intérieurs
 République dominicaine
- Saint-Domingue

Aéroport Général Andrews (1944 à 1959)
Aéroport international Las Américas (hub principal)
- Puerto Plata

Aéroport International Gregorio Luperón (hub secondaire)
- Santiago de los Caballeros

- Barahona

Vols internationaux
 Haïti
Port-au-Prince - Aéroport Toussaint Louverture
 Porto Rico
San Juan - Aéroport International Luis Muñoz Marín
 Curaçao
Willemstad - Aéroport International Hato
 Aruba
Oranjestad - Aéroport International Reine Beatriz
 Venezuela
Caracas - Aéroport International Simón Bolívar
  États-Unis
Miami - Aéroport International de Miami
New York - Aéroport International John F. Kennedy
Boston - Aéroport International Logan
Orlando - Aéroport International de Orlando
 Espagne
Madrid - Aéroport de Madrid-Barajas
 Canada
Toronto - Aéroport International Toronto Pearson
 Allemagne
Francfort - Aéroport International de Francfort
 Angleterre
Londres - Aéroport de Londres-Gatwick
 Panama
Panama - Aéroport International de Tocumen
 Équateur
Quito - Ancien Aéroport International Mariscal Sucre
  France
Paris - Aéroport de Paris-Charles-de-Gaulle
 Italie
Milan - Aéroport de Milan-Malpensa
Toutes les routes n'ont pas été constantes tout au long de l'existence de la compagnie aérienne. Certaines n'ont duré que quelques années et d'autres ont été maintenues depuis le début des opérations internationales jusqu'à la fermeture de la compagnie. Au moment de sa fermeture, Dominicana desservait uniquement Las Americas et Puerto Plata vers New York, Miami, San Juan et effectuait des vols occasionnels vers Caracas.

## Flotte
Pendant ses 51 ans d'opérations, Dominicaine a opéré plusieurs aéronefs courts, moyens et longs courriers.
| Avion    | Total | Immatriculation                                                                                | Notes |
| -------- | ----- | ---------------------------------------------------------------------------------------------- | --- |
| A300-200 | 3     | OY-CNA, OY-CNL, N216PA                                                                         | Affectés aux vols en directions de New York |
| ATL-98A  | 2     | HI-168, HI-172                                                                                 | Itinéraires de fret. HI-168 a disparu dans un accident. Après sa mise hors service à la fin des années 1970, la rumeur veut que le fuselage de HI-172 ait servi de bar/discothèque à l'hôtel El Embajador de Saint-Domingue. |
| BAC 1-11 | 3     | G-AVGP                                                                                         | Routes dans les Caraïbes. Avions loués. |
| B707-300 | 15    | HI-442, N706PA, N716PA                                                                         | Routes vers New York. Deux ont été louées. HI-442 est abandonnée à Las Americas. |
| B720-020 | 10    | N421MA                                                                                         | Routes vers New York |
| B727-100 | 5     | HI-312CT, N15512, N7421U, HI-212CT, HK-727                                                     | Route vers Miami et les Caraïbes. |
| B727-200 | 10    | N-8858E, HI242CT, HI-452, HI-606CA, HI-612CA, HI-616CA, HI-617CA, HI-629CA, HI-630CA, HI-637CA | Tous étaient destinés à des itinéraires à courte ou moyenne distance. HI-617CA a été perdu à la porte A6 de Las Americas à la suite d'un incendie.                                                                           |
| B737-400 | 1     | ?                                                                                              | Loué pour la route en direction de New York |
| B747-100 | 10    | HI-472                                                                                         | Utilisé pour la route vers New York et pour les routes transcontinentales vers divers pays européens. |
| B757-200 | 3     | ?                                                                                              | Loué à la défunte TAESA pour les lignes de New York et Miami. |
| DC-3     | 2     | HI-6, HI-7                                                                                     | Vols nationaux et utilisé en direction de Puerto Rico et Miami |
| DC-4     | 5     | HI-16, HI-18, HI-36, HI-39, HI-46                                                              | Pour les liaisons de fret et de passagers vers Haïti et Miami. HI-16 et HI-36 ont été perdus dans des accidents. |
| DC-6     | 5     | HI-59, HI-83, HI-92, HI-251, HI-292CT                                                          | Pour les liaisons avec San Juan et Miami. |
| DC-8-40  | 4     | N72488                                                                                         | Avions loués pour des liaisons vers Miami et New York. |
| DC-9-10  | 1     | N8500                                                                                          | Était un avion loué. |
| DC-9-30  | 1     | HI-177                                                                                         | Écrasé en 1970, tuant 102 personnes. |
| DC-10-30 | 10    | N902JW, XA-SYE, N143US                                                                         | Pour les liaisons avec New York, Madrid et Paris |

### Spécifications de la flotte
Dominicana avait l'habitude de donner des noms à certains de ses avions. Par exemple, le B707 HI-442 s'appelle Puerto Plata, le B727 HI-312 Sánchez (acheté neuf directement à Boeing et vendu pour pièces à Miami au début des années 1990), HI-212 Mella (abandonné à Las Américas), HI-242 Duarte (vu pour la dernière fois à la société de maintenance COOPESA à San José, Costa Rica), HI-617 Enriquillo (brûlé à la porte A6 de Las Américas), HI-452 El Jordano (parce qu'il a été acheté à Jordanian Airways dans les années 80), HI-612 Milky Way (en raison de ses couleurs sombres similaires à celles du chocolat, un dessin de Braniff International. Il a été loué pendant un an) et HI-606CA Quisqueya. Le B747 HI-472 fut baptisé El Jumbo et le DC-6 immatriculé HI-292CT, Padre Billini. Ce dernier est toujours abandonné à Las Américas.
À la suite de l'incendie du HI-617 et de la perte consécutive du statut FAA de catégorie I, Dominicana a eu recours, pour maintenir ses vols vers le territoire américain, à la location de plusieurs appareils, dont des B737 et des B757, auprès de la compagnie aérienne mexicaine TAESA. Pour se conformer aux limitations imposées par les autorités américaines, ces contrats de location, outre les avions, devaient également inclure la maintenance et l'équipage.

## Accidents et incidents
De 1944 à 1995, Dominicana a connu cinq incidents et/ou accidents avec ses avions, tuant au total 140 personnes (121 passagers, 13 membres d'équipage et 6 personnes au sol).
- 5 septembre de 1993Un Boeing 727, immatriculé HI-617CA, en service depuis 20 ans (il a volé pour la première fois en 1973) a atterri à Las Americas en provenance de San Juan, Porto Rico. Après s'être arrêtés à la porte A6 du terminal de l'aéroport, les passagers avaient commencé à débarquer lorsqu'un court-circuit a provoqué l'apparition de fumée dans la cabine et le déclenchement des alarmes incendie. La cabine s'est remplie de fumée et tous les passagers restants ont été évacués. Un incendie s'est rapidement propagé et a complètement détruit l'avion. Sur un total de 105 personnes à bord (98 passagers et 7 membres d'équipage), toutes ont pu s'échapper. Il n'y a pas eu de blessés ni de morts. Cet événement, ainsi que le déclin de la compagnie aérienne, tant sur le plan financier qu'en termes de maintenance, a été l'élément déclencheur ultime pour que la République dominicaine perde son statut de catégorie I et tombe dans la catégorie II de la FAA, ce qui signifiait que les avions immatriculés en République dominicaine (HI) avec des équipages dominicains ne pouvaient pas voler vers le territoire des États-Unis. Par la suite, la République dominicaine a eu recours à la location d'aéronefs immatriculés à l'étranger, avec des équipages étrangers. La République dominicaine a retrouvé la possibilité pour ses aéronefs de se rendre sur le territoire américain 14 ans plus tard, en 2007, lorsque la FAA a de nouveau accordé le statut de catégorie I au pays[1].

- 15 février de 1970Un DC-9 immatriculé HI-177 était programmé pour la courte liaison Santo Domingo-San Juan, d'une durée de 45 minutes. L'avion, qui était pratiquement neuf (acheté directement à McDonnell Douglas en 1969), deux minutes après son décollage de Las Americas, a perdu de la puissance sur le moteur droit. Les pilotes ont essayé de faire demi-tour pour retourner à l'aéroport et tenter un atterrissage d'urgence, mais pendant le virage, le moteur gauche a également perdu de la puissance, et l'avion s'est écrasé dans la mer des Caraïbes près de Punta Caucedo. Les 102 occupants (97 passagers et 5 membres d'équipage) ont péri dans l'accident, y compris le champion de boxe dominicain Carlos "Teo" Cruz et la plupart des membres de l'équipe nationale féminine de volley-ball de Porto Rico. Lors du procès qui s'est ensuivi, devant le tribunal de district des États-Unis pour le district de Porto Rico, il est apparu clairement que la cause principale de l'accident était le carburant contaminé par erreur avec de l'eau, ce qui a entraîné le calage des moteurs. Il s'agit du pire accident survenu en République dominicaine[2].

- 23 juin de 1969Un avion cargo ATL-98 dominicain, immatriculé HI-168, décolle de la piste 12 de l'aéroport de Miami à destination de Santo Domingo. Juste après avoir quitté la piste, la tour a alerté l'équipage que de la fumée s'échappait des moteurs 2 et 4. L'avion a fait demi-tour pour revenir à l'aéroport en atteignant une altitude de 300 pieds. Soudain, l'ATL-98 a perdu de l'altitude et s'est écrasé à environ 2 kilomètres de l'aéroport, tuant 10 personnes (les 4 membres de l'équipage et 6 personnes au sol). L'enquête a montré que l'accident était dû à une mauvaise manipulation de l'avion par l'équipage qui, s'il avait agi conformément aux procédures de vol avec seulement deux moteurs (sur les quatre de l'ATL-98), aurait pu atterrir en toute sécurité[3].

- 17 juillet de 1958Le vol 402, un C-46 immatriculé HI-16, a décollé de la piste 23 de l'aéroport General Andrews de Ciudad Trujillo, aujourd'hui Saint-Domingue, à destination de Miami pour un vol cargo. Après une montée de 150 pieds, l'avion subit une défaillance mécanique de l'un de ses moteurs, décroche et s'écrase à 100 mètres de l'extrémité de la piste. Les deux membres d'équipage ont été tués[4].

- 11 janvier de 1948

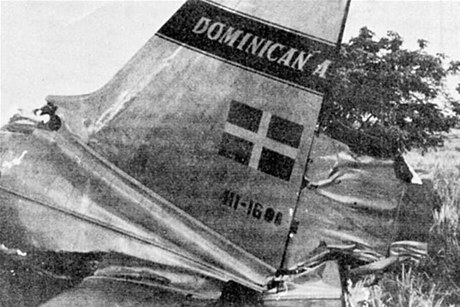
Queue de l'avion Curtiss C-46 dominicain qui s'est écrasé en 1958.

Sur un vol intérieur, l'équipe de baseball du B.B.C. Santiago rentrait à Santiago depuis Barahona après avoir joué deux matchs dans le championnat national de baseball amateur de la République dominicaine. Le Douglas DC-3 dominicain, immatriculé HI-6, après avoir décollé de Barahona, a rencontré des conditions météorologiques défavorables sur sa route vers Santiago et a changé de cap vers Ciudad Trujillo, aujourd'hui Saint-Domingue, s'écrasant dans les montagnes au nord de la ville, dans une section appelée Rio Verde, près de la ville de Yamasá. Le rapport officiel de l'accident indique que le crash est dû à une mauvaise visibilité causée par le mauvais temps et à une erreur de navigation du pilote alors qu'il s'approchait des montagnes situées dans le centre-sud de l'île. Trente-deux personnes ont péri : 18 joueurs, 12 passagers et 2 membres d'équipage. Cet événement est connu en République dominicaine sous le nom de tragédie de Río Verde et la date de l'accident (11 janvier 1948) est commémorée chaque année depuis lors, en particulier par les joueurs de baseball, les sportifs, les journalistes sportifs et les personnes liées au monde du sport dans ce pays.